# 몸캠피싱
몸캠피싱은 랜덤채팅이나 SNS와 같은 온라인 상에서 발생되는 범죄로, 가해자는 피해자에게 영상통화를 하자고 제안하고 그와 동시에 휴대폰을 해킹하여 가까운 지인들에게 몸캠 영상을 유포한다고 협박하는 범죄이다.

## 특징
몸캠피싱은 여성을 고용할 필요가 없고, 범죄 행위가 비교적 단기간에 종료되며, 연락처를 이용한 '음란한 사진 · 동영상 유출 협박 행위의 실효성이 높아 범인들이 더 조직화되고 있다.

## 수법
온라인 상에 돌아다니는 여성의 사진, 영상을 도용한 사기 조직원들은 랜덤채팅이나 SNS, 온라인 커뮤니티 등을 돌아다니며 범행 대상을 물색한다. 이후 범행 대상자에게 DM이나 1:1 메시지 등으로 접근하여 호감이 있는 것처럼 위장하며 몸캠을 하자고 제안한다.
범행 대상자가 요구에 응할 경우 카카오톡, 라인과 같은 영상통화가 가능한 메신저에서 몸캠을 하자고 꼬드기는데,
이 때 소리가 잘 안 들린다며 별도의 플러그인이나 파일을 설치할 것을 요구하며 파일을 건네준다. 이 때, 해당 파일은 핸드폰 내부에 저장된 전화번호나 문자 메시지 수신 내역, 갤러리 사진 등의 데이터를 해킹하여 협박범이 보유한 서버로 이동시키는 역할을 한다.
여기에 사용되는 해킹 파일과 서버는 계속해서 진화하고 있는데 최근에는 실시간 녹음, 카메라,문자,통화 제어까지 가능한 서버가 등장하여 주의가 필요하다.
그러나 이를 알 리가 없는 범행 대상자들은 파일을 설치, 실행하게 되어 핸드폰에 저장된 데이터들을 해킹당하게 되고, 사기 조직원들은 미리 준비해둔 영상을 교묘하게 편집하여 실제로 여성이 영상통화를 통해 몸캠을 하는 것처럼 연출함으로서 범행 대상자들을 현혹시키고 행위를 하게끔 유도한다. 
이후 범행 대상자들의 영상을 녹화한 사기 조직원들은 영상과 탈취한 연락처들을 보여주며 가족이나 친구, 아는 사람들에게 영상이 유포되는 걸 원치 않는다면 돈을 내놓으라며 협박을 하고 금품을 갈취한다.

협박범의 요구를 무시할 경우 영상이 유포되는 피해가 발생하며 요구에 응해 송금을 하더라도 협박이 장기화되며, 영상이 유포되는 피해까지 발생한다.
해외 음란 사이트에 영상이 업로드 되는 사례도 종종 확인되고 있다.

## 통계
경찰청 통계 자료에 의하면 피해 신고 건수가 2016년 1,193건에서 2019년 1,824건으로 증가하였다.

## 피해 예방법[1]
- 스마트폰의 '환경설정' 메뉴에서 '출처를 알 수 없는 어플의 설치를 차단'해 둠으로써 스마트폰의 보안설정을 강화

※ 보안설정 강화 방법 : 환경설정 → 보안 → 디바이스관리 → ‘알 수 없는 출처(소스)’에 체크 해제(스마트폰 제품에 따라 메뉴 명칭은 일부 상이)
- 특히, 출처 불명의 실행파일(*.apk)을 스마트폰에 다운받은 후 이를 스마트폰에 설치하는 행위는 금지

※ 출처 불명이란 : 공식 ‘앱 스토어’(구글 플레이 스토어, T스토어 등)가 아닌, 문자ㆍ모바일 채팅 등을 통해 URL에 접속해서 내려받는 경우
- 「랜덤 채팅」에서 낯선 미모의 여성과 대화할 때, 언제든지 이러한 범죄의 표적이 될 수 있음을 유의

※ ‘랜덤 채팅’은 익명성 보장을 이유로 개인 정보와 채팅 내용을 저장하지 않으므로, 몸캠피싱 외에 '조건 만남 계약금 사기'등 여러 가지 범죄의 시발점이 됨
물론, 그 전에 '음란 채팅'을 하지 않는 것이 가장 중요함

## 피해 대처 방법[1]
- 범인들의 송금 요구에 응하지 말 것

- 돈을 받았다고 해서 협박범들이 약속을 지키지 않고 오히려 추가로 돈을 요구하며,
추가 입금 요구는 멈추지 않을 것이고 추가 입금을 하지 않을 경우 결국 영상을 유포해버린다.
- 협박범과의 대화 내역 확보

- 협박범과의 채팅 내역은 물론, 전화 녹취 및 문자, 계좌번호, 링크, 앱 설치 파일 등 가능한 한 많은 내역을 확보한다.
- 경찰서 신고(범죄 근절)

- 앞서 확보한 내역은 가해 조직 검거 및 범죄 근절을 위해 경찰서에 신고해야 한다. 대부분의 경우 가해자 검거를 통해 피해 상황으로부터 벗어나고자 하고, 그것이 유일한 방법이라고 생각하는 사람이 많지만 가해자 검거에 소요되는 시간이 짧지 않기에 피해 영상 유포 차단에는 크게 도움이 되지 못한다.